# La solitudine/1941
La solitudine/1941 è il 12° 45 giri di Patty Pravo, pubblicato nel 1970 dalla casa discografica RCA.

## Accoglienza
Il singolo, nonostante la Pravo si esibì una volta sola nel brano La solitudine e nemmeno una volta in 1941, risulta qualificatosi 27º ma non risulta in classifica top 100 annuale 1970.

## I brani

### La solitudine
Il brano venne scritto dal cantautore canadese Robert Charlebois, basandosi su una poesia di Arthur Rimbaud per il testo; la traduzione è curata da Sergio Bardotti.
Robert Charlebois si esibì in duetto con Patty Pravo alla Mostra Internazionale di Musica Leggera a Venezia, nell'autunno del 1970.
L'arrangiamento è del maestro Paolo Ormi, e la sua orchestra suona nella canzone.
Il brano non fu incluso in nessun album.
È stato stampato in LP e CD nella raccolta Linea 3 RCA "I successi di Patty Pravo" del 1977 e in raccolte successive.
Il brano non va confuso con la canzone omonima, scritta da Leo Ferre', inclusa nell'album Sì... incoerenza.

### 1941
1941 è stata scritta da Harry Nilsson e tradotta in italiano da Mogol. L'arrangiamento è di Paolo Ormi e la sua orchestra. Il brano è incluso nell'album Patty Pravo. Venne inciso anche in lingua inglese e spagnola.
Nello stesso anno venne anche incisa da Edoardo Bennato.

## Tracce
Lato A
1. La solitudine - 3:58

Lato B
1. 1941 - 2:28